# Albert Wesker
Albert Wesker è un personaggio immaginario e il principale antagonista della serie di videogiochi Resident Evil, della casa produttrice Capcom.

## Caratteristiche
Comparso per la prima volta come personaggio secondario nel gioco: Resident Evil, divenne in seguito l'antagonista principale dell'intera serie e arcinemico di Chris Redfield dopo che le sue vere intenzioni furono svelate. A differenza degli altri personaggi principali, Wesker agisce tipicamente dietro le quinte e ha un impatto maggiore sugli eventi di ogni gioco, persino in quelli dove non compare direttamente.
I poteri di Wesker sono dovuti all'interazione tra l'iniezione del Virus T - nel 1998 - nella villa Spencer (per sopravvivere all'attacco mortale del Tyrant) e le sue caratteristiche mutanti, essendo nato secondo un complesso di selezione e manipolazione genetica. Wesker, che era già di per sé un mutante, grazie all'iniezione ha potuto risvegliare le sue capacità latenti.

## Biografia
Albert nasce il 26 luglio del 1960. Egli è uno dei "bambini Wesker", dei soggetti sperimentali di un progetto di eugenetica ideato da Ozwell E. Spencer per creare una nuova razza di umani superiori con il virus Progenitor, così nominati in onore di un certo Dr. Wesker, a capo del progetto. I suoi genitori biologici sono sconosciuti.
All'inizio degli anni novanta Wesker consegue i suoi studi e verso il 1992 egli s'intrattiene in Edonia, uno stato dell'Europa dell'Est, dove inizia una breve relazione con una donna sconosciuta, dalla quale nasce il figlio Jake Muller, che però viene abbandonato insieme alla madre. Non è noto se Wesker sapesse di avere un figlio, fatto sta che l'esistenza del ragazzo diviene nota solo vent'anni dopo.
Terminati i suoi studi, Wesker diventa un ricercatore presso la Umbrella Corporation insieme all'amico William Birkin e si trasferì a Raccoon City, dove partecipò alle ricerche sull'appena scoperto virus T. Diversi anni dopo, Albert si offre come talpa per conto della Umbrella Inc., ed entra nella S.T.A.R.S., dove diventa il capitano della squadra Alpha.

### Resident Evil Zero
Il 23 luglio 1998, Wesker e Birkin scoprono che il treno Ecliptic Express è stato attaccato da sanguisughe infette. Successivamente si accorgono anche della presenza di un misterioso uomo in grado di controllarle la cui vera identità era, apparentemente, quella del defunto dottor James Marcus.
Con il disastro biologico che si stava diffondendo nei Monti Arklay e nelle aree circostanti, Wesker capisce che la Umbrella era prossima all'essere scoperta, e finire dunque incontro a una catastrofe legale che l'avrebbe condotta al fallimento. Decide così di abbandonare la compagnia, per mettere in atto i suoi piani personali: avrebbe condotto la squadra Alpha della S.T.A.R.S. nella magione Spencer, per entrare in possesso dei dati di combattimento delle B.O.W., mentre Birkin avrebbe ultimato i lavori sul G-Virus. Durante il suo cammino, però, viene sorpreso da Sergei Vladimir, uno dei dirigenti della Umbrella che aveva intuito le sue intenzioni di tradire la compagnia. Sergei libera contro di lui un Tyrant modificato chiamato Ivan, ma durante il combattimento, il Centro di Addestramento del dottor Marcus esplode, e il caos circostante favorisce la fuga di Wesker.

### Resident Evil-Resident Evil: Director's Cut-Resident Evil Rebirth
Il giorno seguente, Wesker si dirige insieme alla squadra Alpha della S.T.A.R.S. all'interno della villa Spencer, una magione situata nei pressi di Raccoon City, tra i Monti Arklay, in realtà costruita per celare il Centro di Ricerca Arklay. Qui, Albert utilizza l'operazione di soccorso della squadra Bravo come espediente per recuperare alcune informazioni circa le attività del centro, e occultare le prove dei suoi rapporti con la Umbrella. Tuttavia una fuga della tossina Virus T causa il contagio del personale, e una serie di imprevisti che porta alla morte di alcuni membri della sua squadra, e alla dispersione di altri. Inoltre, Albert viene scoperto da Enrico Marini, il capitano e unico superstite della squadra Bravo, e affida all'agente Barry Burton, suo nolente complice, il compito di assassinare l'uomo, per evitare di far saltare la sua copertura.
Poco prima di essere raggiunto dai membri sopravvissuti della S.T.A.R.S., Wesker si inietta uno speciale prototipo di virus donatogli da Birkin che avrebbe innestato nel suo corpo un processo rigenerativo, e una conseguente mutazione genetica, poco dopo la morte. Dopodiché, rintracciato da Chris Redfield e Jill Valentine, Albert libera il Tyrant T-002 e si fa uccidere di proposito dalla creatura che lo impala coi suoi artigli. Wesker mette quindi in atto la duplice strategia di inscenare la sua morte, e iniziare il suo processo di mutazione.
Nonostante tutto, al suo risveglio, Wesker scopre che il Tyrant è stato distrutto dai due agenti, e il suo piano di negoziazione per la vendita della suddetta bio-arma fallisce. Tuttavia, i dati di combattimento registrati durante l'incidente della villa gli permettono di entrare in trattativa con altre compagnie multinazionali, ed entra nei ranghi di una di esse, nota come: "La Terza Organizzazione".

### Resident Evil 2
Due mesi dopo le vicende della villa Spencer, Wesker pianifica il ritorno alla collaborazione con Birkin, "recuperando" lui e l'appena sviluppato G-Virus, che avrebbe funto da lasciapassare agli occhi della nuova, misteriosa Organizzazione. Decide così di allearsi con la spia Ada Wong, che avrebbe dovuto svolgere questa missione, in quanto egli era tecnicamente "morto". Il 22 settembre 1998, però, il rapido incalzare degli eventi stravolge completamente la situazione: William Birkin viene assassinato dagli agenti dell'Umbrella, i quali rubano un campione di G-Virus.
Ada raggiunge Raccoon City durante l'epidemia, dove incontra l'allora novello agente di polizia Leon Scott Kennedy, con il quale forma una breve alleanza per ultimare i suoi scopi. Dopo varie peripezie, Ada recupera un campione di virus G dal corpo di Birkin (il quale, per sfuggire alla morte e mosso dalla vendetta verso l'Umbrella, si inietta il suo stesso virus), mutato a causa del suddetto virus che si è auto iniettato. Il primo ottobre, Raccoon City viene distrutta da due testate atomiche, onde prevenire un'ulteriore propagazione del virus. Wesker, seppur inizialmente dubbioso del successo della missione, cambia immediatamente idea dopo che Ada gli mostra ciò che aveva recuperato.

### Resident Evil Code: Veronica X
Qualche tempo dopo, Wesker assume il controllo della Hive/Host Capture Force, l'unità di forze speciali della Terza Organizzazione. Il 27 dicembre 1998, Wesker e le forze speciali assediano l'Isola di Rockfort con l'intento di recuperare il corpo ibernato di Alexia Ashford, sviluppatrice del virus T-Veronica. Durante l'attacco all'isola, però, avviene una nuova fuga del virus dai laboratori che contagia tutti i suoi abitanti.
Qui, Albert si scontra dapprima con Claire Redfield e poi con la sua nemesi Chris. In seguito, egli raggiunge il Centro di Ricerca della Umbrella in Antartide, dove si sono spostati i fratelli Ashford. Nonostante Alexia venga distrutta da Chris, Wesker riesce in ogni caso ad ottenere il virus T-Veronica dal corpo di Steve Burnside, che era stato precedentemente infettato. Prima dell'esplosione del centro, Wesker e Chris si scontrano ancora una volta. Qui, Wesker mostra per la prima volta le sue nuove abilità sovrumane, dando del filo da torcere a Chris, ma i due sono costretti a fuggire a causa dell'imminente distruzione dell'impianto. A seguito degli eventi di Code Veronica Wesker diventa il ricercato numero uno per il governo statunitense in quanto ex dirigente della Umbrella e artefice dell'attacco bioterroristico all'isola di Rockfort e in Antartide, nonché colui che condusse quasi l'intera unità STARS alla morte nell'incidente alla villa sulle montagne Arkhlay.

### Resident Evil: The Darkside Chronicles
Quattro anni dopo, Wesker entra in affari con un ex barone della droga ora trafficante di armi batteriologiche di nome Javier Hidalgo, al quale fornisce il T-Veronica. Javier vuole usare il virus per cercare di guarire la moglie e la figlia affette da una rara malattia mortale e crea un'orda di non morti e creature mostruose per impedire qualunque tipo di interferenze esterne sui propri esperimenti. Wesker si reca sul posto per raccogliere dati sugli effetti dell'utilizzo del T-Veronica, in quanto in un ambiente caldo ed umido come quello del Sud America, esso è in grado di dimostrare capacità superiori rispetto a quanto registrato in Antartide, tanto da rappresentare una minaccia per l'ecosistema locale. Tuttavia due marines appartenenti allo US SOCOM, Leon Scott Kennedy, e Jack Krauser, si mettono sulle tracce del trafficante per arrestarlo. Per sfuggire ai suoi persecutori, Javier si infetta con il virus T-Veronica e si trasforma in un mostro gigantesco, il V-Complex. Mentre Wesker assiste a distanza allo scontro, i due agenti affrontano e sconfiggono l'arma biologica con l'aiuto della figlia di Javier, anche lei parzialmente infettata dal virus. Alcuni mesi dopo Jack Krauser si mette in contatto con Albert Wesker in quanto durante la missione è stato ferito al braccio e non può più svolgere il servizio militare. Wesker fa curare il braccio di Krauser dai suoi scienziati per assoldarlo come mercenario presso la propria organizzazione segreta: i due diverranno alleati condividendo l'idea di far risorgere la Umbrella e rivoluzionare il mondo grazie alle potenzialità dei virus creati da tale compagnia.

### Resident Evil: The Umbrella Chronicles
Nel 2003, Wesker segue i suoi ex compagni Jill e Chris in Russia, dove si nasconde una base operativa della Umbrella con l'obiettivo di rubare un dischetto contenente tutti i dati segreti della società al fine di sabotarla e farla fallire definitivamente. Dopo essersi infiltrato e aver fatto fronte a numerose armi biologiche, ingaggia uno scontro con un Sergei Vladimir mutato in una creatura simile ad un Tyrant e, una volta ucciso l'avversario, formatta la memoria della Regina Rossa ovvero il computer che gestiva i dati dell'azienda.
Tempo dopo Wesker testimonia come fonte anonima contro Ozwell E. Spencer, il presidente della Umbrella, fornendo prove in tribunale per la condanna della società e facendo ricadere sull'imputato la totale responsabilità del disastro di Raccoon City. Il governo statunitense decide quindi di dare priorità alla cattura del latitante Spencer, mettendo momentaneamente da parte le ricerche di Wesker, facendo quindi proprio ciò che quest'ultimo voleva: mentre il governo americano è impegnato con Spencer, Wesker ne approfitta per impadronirsi in massima segretezza di molte delle vecchie proprietà della Umbrella per attuare il suo piano di divenirne il nuovo leader e soggiogare così il mondo intero al suo volere.

### Resident Evil 4
Malgrado non sia fisicamente presente nella trama principale di questo gioco, Wesker ha un ruolo importante negli eventi di Resident Evil 4. Impadronitosi degli archivi della Umbrella e del super computer principale della Regina Rossa, utilizza il satellite della compagnia per individuare nel globo i restanti focolai di Virus sparsi da vari trafficanti. Venuto a sapere che alcuni bioterroristi hanno corrotto il dipartimento di polizia di Madrid per nascondere nella loro caserma un campione di T-Virus, Wesker inizia a spiare la Spagna, in particolare un villaggio alla periferia della capitale, chiamato El Pueblo dove nota delle attività sospette. Osservando gli abitanti, Wesker scopre l'esistenza di una setta religiosa chiamata Los Illuminados, guidata da un Lord di nome Osmund Saddler, che ha fatto riesumare un antico parassita noto come Las Plagas che ha trasformato le persone del posto in automi violenti chiamati Ganados. A differenza degli zombie di Raccoon City, questi Ganados pur essendo soggiogati dal parassita che li controlla, mantengono un'intelligenza tipicamente umana oltre a possedere una forza e una resistenza di gran lunga superiore. In queste Plagas, Wesker vede un'occasione per appropriarsi di una nuova arma batteriologica superiore a quelle viste in precedenza, e perfettamente controllabile. Wesker invia così un suo mercenario ed ex veterano dei marines, Jack Krauser, con cui collabora perché entrambi credono che i virus non costituiscano una minaccia bensì un'opportunità per riordinare il pianeta. L'obiettivo di Krauser è recuperare un campione di Plaga Leader, un parassita al vertice della specie in quanto capace di generare molteplici esemplari. La spia viene catturata e ferita dalla setta, e, vedendosi costretto a doversi guadagnare la fiducia degli Illuminados, si finge pentito e pronto ad aderire al loro culto. Durante la sua permanenza viene però accecato dal potere dei parassiti e così si lascia iniettare un campione di Plagas di controllo (cioè controllabili da chi le possiede) e il braccio danneggiato negli anni del servizio militare guarisce completamente. Infatti le Plagas non solo ripristinano le sue abilità combattive ma le aumentano notevolmente facendolo diventare un superumano. Il mercenario continua a fare il doppio gioco in favore di Wesker: rapisce la figlia del presidente degli USA e la consegna al mandante, ovvero il capo della setta, Osmund Saddler, per guadagnarsi la sua fiducia e scoprire l'ubicazione del campione Leader. Tuttavia Lord Saddler continua a non fidarsi del mercenario viste le sue origini americane. Preoccupato per la riuscita del piano e che i nuovi poteri assunti da Krauser gli facciano perdere di vista l'obiettivo, Wesker invia una seconda spia per monitorarlo più da vicino: Ada Wong. Tra i due agenti tuttavia, si crea rivalità in quanto Krauser non si fida di Ada, che a suo parere ha intenzione di tradire il loro superiore.
La missione di Wesker viene ulteriormente complicata dall'arrivo di Leon S. Kennedy, un sopravvissuto di Raccoon City, divenuto ora un agente governativo d'élite col compito di salvare Ashley Graham, la figlia del presidente. Leon rappresenta un ostacolo e spetta a Ada il compito di eliminarlo ma quest'ultima ne conosce le abilità e preferisce sfruttarlo per eliminare i mostri di Saddler. Eppure Wesker inizia a dubitare anche della donna poiché è a conoscenza dei trascorsi tra i due a Raccoon City, e perciò affida l'incarico a Krauser. Quest'ultimo però, nonostante la potenza sovrumana, fallirà la missione. Impressionato dalle abilità di Leon, Wesker cambia idea decidendo di utilizzare le potenzialità dell'agente per farlo combattere contro Saddler, certo che nessuno dei due sarebbe uscito indenne dalla battaglia, e che Ada avrebbe quindi potuto approfittarne per eliminare facilmente chi dei due fosse sopravvissuto. La sua sottoposta tuttavia disobbedisce: aiuta Leon ad eliminare Saddler e si appropria del campione che venderà a un'altra organizzazione tradendolo definitivamente. Tuttavia Wesker, giocando d'anticipo, invia una squadra per recuperare dal cadavere mutato di Krauser un campione di tessuto della Plaga di controllo di cui il mercenario era infetto, così, seppur dovendo rinunciare al campione di Plaga Leader rubato da Ada, Wesker riesce comunque ad assicurarsi almeno un tipo di parassita superiore su cui iniziare nuovi esperimenti.

### Resident Evil 5
Nel 2006 Wesker si reca alla villa di Ozwell E. Spencer, l'ex presidente della Umbrella, ricercato dalle autorità internazionali per bioterrorismo, ormai vecchio e molto malato. In questa occasione, Spencer gli rivelerà che lui faceva parte del progetto Wesker, ed insieme ad altri bambini era stato modificato geneticamente prima della nascita con il virus Progenitor, in modo da creare una nuova razza di esseri umani con doti ed intelletto superiori, derivati dal Virus Progenitor (tra questi vi è anche un certo Alex, Spencer rivela che tutti i bambini Wesker sono morti ma nelle sue memorie nella villa afferma che Alex è vivo ed è fuggito con le ricerche di un Supervirus che avrebbe dovuto consegnare a Spencer per diventare immortale). Tutti i bambini soggetti del progetto ottennero il cognome Wesker, per rendere omaggio al ricercatore capo del progetto, tale Dottor Wesker. Di quei bambini Albert Wesker, è uno dei sopravvissuti al Virus Progenitor che ha aderito correttamente al suo DNA, rendendolo molto superiore al comune DNA umano. Poiché fu creato artificialmente per diventare un umano superiore compatibile col Virus Progenitor, quando Wesker si iniettò tale virus anni prima (Resident Evil 1) riuscì ad assimilarlo e divenne ciò per cui era stato creato, il primo di una nuova razza umana superiore. Il Virus Progenitor gli conferisce diversi poteri, fra cui: la superforza, la supervelocità (gli permette di spostarsi più veloce di quanto l'occhio umano possa percepire, oltre a schivare i proiettili o afferrare i razzi a mani nude), la superagilità e infine la rigenerazione, che gli consente di riprendersi con facilità da qualunque ferita e dall'invecchiamento, rendendolo praticamente immortale. Ma Spencer gli rivela che lui era solo il primo passo per creare un mondo di umani superiori, in cui lo stesso Spencer avrebbe avuto il ruolo di divinità, poiché creando il mondo perfetto lui avrebbe avuto il diritto di diventare un dio. Dopo tali rivelazioni Wesker uccide Spencer, impalandolo con la sola forza di un braccio dicendo che solo una persona degna di essere un dio si merita quel diritto. Questi eventi spingeranno Wesker a fare suo il sogno di Spencer e creare il Virus Uroboros per selezionare gli umani più forti da far entrare nel suo nuovo mondo, a scapito di quelli più deboli, che saranno sterminati da tale Virus. Una sorta di selezione naturale forzata sul genere umano, eliminando gli esemplari deboli della razza umana a vantaggio di quelli più forti e meritevoli. Gli agenti della B.S.A.A., due vecchie conoscenze di Wesker: Chris Redfield e Jill Valentine, irrompono poco dopo sul posto e Wesker li affronta dimostrando che il Virus lo ha reso ancora più forte di quanto non si fosse dimostrato anni prima, durante il suo primo combattimento contro Chris. Incapaci di tenere testa alla forza sovrumana di Wesker, Jill si sacrifica per salvare Chris gettandosi da una finestra che affacciava su un alto precipizio, insieme a Wesker. Sia Wesker che Jill vengono ritenuti morti sebbene nessuno dei due venga ritrovato come cadavere. Wesker in realtà riesce a sopravvivere e rapisce Jill per usarla come cavia per i suoi esperimenti (Jill si rivelerà di fondamentale importanza per la creazione del Virus Uroboros).
Ada Wong aveva tradito Wesker diversi anni prima consegnandogli un semplice campione di Plagas subordinate. Ada infatti aveva consegnato il campione sviluppato da Saddler, contenente la potente Plaga Leader ad un'agenzia avversaria alla "Terza Organizzazione" di Wesker. Tuttavia, quest'ultimo non si fidava di Ada sin dall'inizio e nel caso di un suo tradimento, aveva già pronto un piano di riserva. Venuto a sapere della morte di Krauser, e consapevole che quest'ultimo possedesse una Plaga di controllo nel suo corpo, Wesker, poco prima della distruzione dell'isola degli Illuminados, inviò una squadra di agenti al suo servizio a prelevare un campione di Plagas di controllo dal cadavere semi-mutato di Jack Krauser. Così pur dovendo rinunciare al campione di Plaga Leader rubato da Ada, Wesker riuscì comunque ad ottenere dai suoi agenti più fidati un esemplare di Plagas superiori, quelle di controllo oltre ad un campione di Plagas subordinate che gli aveva consegnato la stessa Ada, la quale lo aveva ingannato consegnandogli un parassita semplice invece di quello dominante. Wesker iniziò dunque a studiare accuratamente entrambi i tipi di parassiti, di controllo e semplice (subordinato). Tuttavia, col tempo accantonò il piano di far risorgere la Umbrella per dedicarsi ad un nuovo progetto. Wesker aveva capito che per ottenere il suo obbiettivo finale, ovvero dominare il mondo, non aveva bisogno di dirigere una compagnia in grado di supportarlo, ma doveva erigersi ancora più in alto nella gerarchia mondiale. Wesker aveva infatti in mente di diventare un dio e rivoluzionare l'intero pianeta, un po' come aveva in mente Lord Saddler in Resident Evil 4. Wesker aveva preso ispirazione per il suo piano dal suo ex collega Ozwell E. Spencer. Spencer diversi anni a dietro aveva la stessa ambizione, ed aveva creato una razza di bambini superiori servendosi del virus Progenitor, per creare una nuova razza di esseri umani più intelligente ed abile. Uno di quei bambini era lo stesso Wesker. Il progetto di Spencer era poi stato stroncato dal fallimento della sua compagnia, la Umbrella Corporation che gli impedì di continuare le sue ricerche sul virus, oltre che dalla vecchiaia e da una malattia degenerativa che presto lo avrebbe portatoi al decesso. Wesker intendeva attuare un nuovo progetto, servendosi di uno speciale virus, chiamato Uroboros, che aveva creato in laboratorio grazie all'unione di diversi geni che aveva estratto dalle Plagas e dai virus T e Progenitor. Con il virus Uroboros, Wesker intendeva infettare l'intero pianeta per creare una razza superiore di esseri umani. Wesker, col tempo, abbandona il progetto di fondare una nuova Umbrella, per potersi dedicare ad un nuovo piano per raggiungere il suo obbiettivo, creare un nuovo mondo. Per ottenere denaro a sufficienza per ultimare le sue ricerche su tale virus, Wesker, venderà le Plagas sul mercato nero all'azienda farmaceutica Tricell, che trasformerà i parassiti in un'arma biologica. Nel frattempo continuerà segretamente a fare affari con questa azienda inglobandola alla sua organizzazione. Su suggerimento di Wesker, Excella Gionne della Tricell deciderà di finanziare la BSAA, un'unità militare contro il bioterrorismo, in modo da sviare eventuali sospetti riguardo alla compagnia per gli esperimenti da loro segretamente condotti per creare nuove B.O.W. 
Nel 2009, Wesker si reca in una località sconosciuta dell'Africa e la infetta con l'aiuto della Tricell, con la sua nuova arma biologica, le Plagas, recuperate in Spagna nel 2004 (in Resident Evil 4) che con il tempo sono state geneticamente modificate dalla Tricell. In realtà le Plagas sono uno stratagemma per tener lontani possibili intrusi da quella zona, in modo da poter ultimare il suo piano utopistico per cambiare l'intero genere umano con il nuovo virus di sua creazione, il sopracitato Uroboros. Ad aiutarlo in questo progetto fu Excella Gionne, proprietaria della Tricell Pharmaceutical Company, la quale ha avuto un ruolo chiave anche nel progettare un siero che se somministrato ad intervalli regolari permette a Wesker di mantenere stabile il Virus Progenitor e di godere sempre al massimo dei suoi poteri. Wesker ed Excella intendono realizzare il progetto Uroboros con l'aiuto di una donna sconosciuta e di Riccardo Irving, un noto trafficante di armi biologiche. Sul luogo fanno però irruzione ancora una volta gli agenti della BSAA: Chris Redfield e la sua nuova partner Sheva Alomar, che raggiungono Excella, Wesker e la donna misteriosa, che si rivela essere Jill Valentine. Wesker ha collegato la ragazza ad un dispositivo che le inietta un sottotipo del virus Progenitor creato dalla Tricell, che le dona parte delle abilità sovrumane di Wesker. Tramite un telecomando da lui posseduto, Wesker può somministrarle il virus a vari dosaggi grazie al dispositivo da lei posseduto, riuscendo quindi a controllarla a suo piacimento. Dopo una breve battaglia, Wesker fugge, lasciando Jill a combattere contro i due. Chris e Sheva riescono però a liberare la ragazza dal congegno, impiantato sul suo petto, che plagiava la sua mente. Wesker viene raggiunto dai due agenti della BSAA a bordo di una nave e, cercando di guadagnare tempo, tradisce Exella e la infetta col virus Uroboros. Il virus però rigetta il DNA della donna e la assorbe insieme a molti altri cadaveri che si trovavano sul ponte, trasformandosi in un gigantesco mutante.
Quando Chris e Sheva riescono a uccidere il mutante, Wesker li affronta dimostrandosi largamente superiore, ma i due riescono a distrarlo quel tanto che basta a iniettargli una dose troppo forte di siero, che agisce come un veleno, se ne viene iniettato troppo. Il Virus torna instabile più che mai e preso da forti malesseri Wesker interrompe il combattimento e decide di tentare in tutti i modi di completare il suo piano.
Sale su un aereo, con l'obiettivo di liberare il virus Uroboros nell'atmosfera, per infettare l'intero pianeta. Solo le persone dotate di un DNA considerato dal Virus Uroboros idoneo, sopravviveranno all'infezione e si evolveranno in una razza superiore, mentre chi non possiede un DNA adatto morirà. Visto che il Virus Uroboros raramente trova un DNA adatto al quale attecchire, milioni e milioni di persone morirebbero se Wesker realizzasse il suo intento. Chris e Sheva riescono comunque a salire sul velivolo in fase di decollo. In un tentativo disperato di fermare Wesker Chris apre il portello di carico dell'aereo, che precipita e va a schiantarsi nella bocca di un vulcano. Vedendo il suo piano andare in fumo, Wesker, per non farsi indebolire dall'effetto del siero somministratogli da Chris decide di sfruttare il virus Uroboros, ormai inutile per l'infezione su larga scala, per rinvigorire il suo corpo, trasformandosi in una potente e resistente creatura al solo fine di eliminare lo stesso Chris e la sua partner Sheva. Pur riuscendo a controllare il virus Uroboros nonostante l'infezione su di lui sia avvenuta in modo non consono, gran parte dei suoi super poteri precedenti come la sua incredibile velocità e resistenza gli vengono meno, a favore di una forza ulteriormente incrementata, avendo acquisito la capacità di inglobare a sé qualsiasi tipo di materia organica. Dopo un duro combattimento Chris e Sheva riescono a far cadere Wesker nella lava, e nello stesso istante vengono raggiunti dall'elicottero di salvataggio pilotato da Josh che li trae in salvo. Prima che possano volar via però, Wesker, ancora in vita, li afferra con un tentacolo e tenta di trascinare l'elicottero nella lava insieme a sé. Prima di precipitare Chris e Sheva riescono finalmente a uccidere Wesker, finendolo con due colpi di RPG-7, eliminandolo definitivamente. Tuttavia prima che i laboratori di Tricell (un tempo appartenenti alla Umbrella) vengano distrutti dalle forze dell'ordine, alcuni campioni del virus uroboros verranno recuperati da un misterioso gruppo di ricercatori e le ricerche del virus saranno più sviluppate.

### Resident Evil: Revelations 2
In questo capitolo la nuova antagonista è Alex Wesker, sorella non biologica di Albert già citata in alcuni file di Resident Evil 5. In alcuni dialoghi tra la villain e i protagonisti del gioco e in vari appunti e documenti scritti, sono molte le citazioni riguardanti Albert, come ad esempio i suoi piani diabolici portati avanti da Alex (difatti furono i ricercatori di lei a recuperare l'uroboros in Africa), lo sviluppo del virus uroboros e la morte del fratello. 
Durante la sua missione Barry Burton rinviene un dipinto che ritrae i due Wesker alle cui spalle domina la foto del loro odiato mentore: Ozwell E. Spencer.
Albert è anche un personaggio giocabile nella modalità non canonica Raid.

### Resident Evil 6
Benché Wesker non compaia anche in questo capitolo perché deceduto secondo il corso della storia, nel gioco è presente una "new entry" ovvero suo figlio poco più che ventenne, Jake Muller. Inoltre in alcuni dialoghi che riguardano quest'ultimo, Wesker viene spesso nominato. Jake non adora sentirsi dire che somiglia a suo padre visto che non è fiero di lui, tuttavia proverà dell'ostilità verso Chris Redfield dopo che egli gli rivelerà di essere stato lui ad ucciderlo.

## Presenze nei videogame
- Resident Evil Zero
- Resident Evil
- Resident Evil 2 (solo in foto)
- Resident Evil Code: Veronica X
- Resident Evil 4 (solo in "Separate Ways", e nei minigiochi non canonici: "Assignment Ada" e "The Mercenaries")
- Resident Evil: The Umbrella Chronicles
- Resident Evil: The Darkside Chronicles
- Resident Evil 5
- Resident Evil 6 (citato)
- Resident Evil: Revelations 2 (citato, cameo, e nella non canonica modalità "Raid")

## Spin off

### Marvel vs. Capcom 3: Fate of Two Worlds/Ultimate Marvel vs. Capcom 3
(Albert Wesker, Ultimate Marvel vs. Capcom 3)
In questa versione aggiornata del gioco, come uno dei due antagonisti principali della storia, Albert Wesker stringe un'alleanza con i cattivi: il Dottor Destino, MODOK, Magneto, Dormammu, Taskmaster, Super-Skrull e Akuma, i quali, però, vengono ostacolati da Galactus. L'agente Wesker si unisce a loro e agli altri eroi per contrastare la grande conquista del potente Divoratore di Mondi. Wesker si interesserà, in particolare, a Vergil, il figlio di Sparda. Tornato nel suo laboratorio, Wesker ottenne dei campioni degli eroi: egli vuole creare un esercito di supereroi al suo servizio per conquistare il mondo, oltre a ricreare il suo esercito di mutanti ed ottenere la sua rivincita contro la B.S.A.A.

## Altri media
- Nel libro Tyrant il distruttore di S.D. Perry
- Nel libro Codice Veronica di S.D. Perry
- Nel libro Zero Hour di S.D. Perry

### Cinema
- Wesker è l'antagonista secondario della serie cinematografica di Paul W. S. Anderson, interpretato dall'attore statunitense Jason O'Mara (solo nel film Resident Evil: Extinction) e dell'attore canadese Shawn Roberts (nei seguiti dei film Resident Evil: Afterlife, Resident Evil: Retribution e Resident Evil: The Final Chapter). Nei film, Wesker non ha alcun legame con la squadra S.T.A.R.S. e non si separa mai dalla Umbrella Corporation. Nella società è dapprima Presidente (ma non proprietario) ed in seguito Amministratore Delegato, ed uno dei principali antagonisti assieme al Dr. Alexander Isaacs e alla Regina Rossa.
- Nell'adattamento cinematografico reboot dei primi due videogiochi, Wesker viene interpretato dall'attore britannico Tom Hopper.

### Televisione
- Wesker sarà il protagonista della serie televisiva Resident Evil, interpretato dall'attore statunitense Lance Reddick (primo attore afroamericano a ricoprire questo ruolo).

### Videogiochi
- Wesker appare come uno dei 29 killer giocabili nel videogioco Dead by Daylight.